# Indépendants républicains
Ne doit pas être confondu avec Républicains indépendants, Députés indépendants (groupe parlementaire de la Troisième République), Indépendants de droite, Indépendants de gauche, Indépendants d'action populaire ou Indépendants d'action économique, sociale et paysanne.
Le groupe des indépendants, puis des Indépendants républicains à partir de 1936, est un groupe parlementaire conservateur et nationaliste français qui existe de 1932 à 1942 à la Chambre des députés (Troisième République).

## Histoire
Le groupe des indépendants se constitue en 1932 en marge de la Fédération républicaine. Les députés de droite qui y siègent de 1932 à 1936 sont en majorité issus du groupe des Députés indépendants de la législature précédente, qui rassemblait pêle-mêle monarchistes, conservateurs, modérés en rupture de ban et même quelques députés de gauche. 
En 1936, il est renommé groupe des « Indépendants républicains » et perd à cette occasion les trois députés anti-républicains Jacques de Juigné, Henri de La Ferronnays et Jean Le Cour-Grandmaison qui préfèrent siéger parmi les non inscrits. Pendant cette législature, ses principales figures sont les députés nationalistes Georges Mandel, Jean Ybarnegaray et Henri de Kérillis. 
Le groupe est qualifié de composite par Gilles Le Béguec.
Jean Ybarnégaray quitte les indépendants républicains en 1937 pour se joindre au groupe parlementaire du Parti social français.

## Membres
| Député                      | Département      | XIVe législature | XIVe législature                   | XVe législature | XVe législature                                       | XVIe législature | XVIe législature                              |
| --------------------------- | ---------------- | ---------------- | ---------------------------------- | --------------- | ----------------------------------------------------- | ---------------- | --------------------------------------------- |
| Antonin Brocard             | Seine            |                  | Députés indépendants               |                 | Indépendants                                          |                  |                                               |
| Geoffroy d'Andigné          | Maine-et-Loire   |                  | Députés indépendants               |                 | Indépendants                                          |                  |                                               |
| François-Charles d'Harcourt | Calvados         |                  | Députés indépendants               |                 | Indépendants                                          |                  | Indépendants républicains                     |
| Jacques de Juigné           | Loire-Inférieure |                  | Députés indépendants               |                 | Indépendants                                          |                  | Non inscrit                                   |
| Henri de La Ferronnays      | Loire-Inférieure |                  | Députés indépendants               |                 | Indépendants                                          |                  | Non inscrit                                   |
| René Dommange               | Seine            |                  |                                    |                 | Indépendants                                          |                  | Indépendants républicains                     |
| René André Faure            | Nord             |                  | Députés indépendants               |                 | Indépendants                                          |                  |                                               |
| Marcel Fleury               | Orne             |                  |                                    |                 | Indépendants                                          |                  |                                               |
| Jean Le Cour-Grandmaison    | Loire-Inférieure |                  | Députés indépendants               |                 | Indépendants                                          |                  | Non inscrit                                   |
| Georges Mandel              | Gironde          |                  | Députés indépendants               |                 | Indépendants                                          |                  | Indépendants républicains                     |
| Jean Molinié                | Aveyron          |                  | Députés indépendants               |                 | Indépendants                                          |                  |                                               |
| Eugène Pierre               | Bouches-du-Rhône |                  |                                    |                 | Indépendants                                          |                  |                                               |
| Georges Scapini             | Seine            |                  | Action démocratique et sociale     |                 | Indépendants                                          |                  | Indépendants républicains                     |
| Émile Taudière              | Deux-Sèvres      |                  | Députés indépendants               |                 | Indépendants                                          |                  | Républicains indépendants et d'action sociale |
| Albert Thibault             | Sarthe           |                  | Républicains de gauche             |                 | Indépendants                                          |                  |                                               |
| Xavier Vallat               | Ardèche          |                  | Députés indépendants               |                 | Indépendants                                          |                  | Fédération républicaine                       |
| Henri de Kérillis           | Seine            |                  |                                    |                 |                                                       |                  | Indépendants républicains                     |
| Jean Chiappe                | Seine            |                  |                                    |                 |                                                       |                  | Indépendants républicains                     |
| Hervé de Lyrot              | Ille-et-Vilaine  |                  |                                    |                 | Centre républicain                                    |                  | Indépendants républicains                     |
| Jean Fernand-Laurent        | Seine            |                  |                                    |                 | Indépendants de gauche                                |                  | Indépendants républicains                     |
| Jean Niel                   | Aveyron          |                  | Union républicaine et démocratique |                 | Indépendants d'action économique, sociale et paysanne |                  | Indépendants républicains                     |
| Léon Pellé                  | Loiret           |                  |                                    |                 | Centre républicain                                    |                  | Indépendants républicains                     |
| Noël Pinelli                | Seine            |                  |                                    |                 |                                                       |                  | Indépendants républicains                     |
| Victor Rochereau            | Vendée           |                  | Députés indépendants               |                 | Fédération républicaine                               |                  | Indépendants républicains                     |
| Jean Ybarnégaray            | Basses-Pyrénées  |                  | Union républicaine et démocratique |                 | Fédération républicaine                               |                  | Indépendants républicains (puis Groupe PSF)   |